# Culicoides gracilipes
Culicoides gracilipes är en tvåvingeart som beskrevs av Vaillant 1954. Culicoides gracilipes ingår i släktet Culicoides och familjen svidknott. Inga underarter finns listade i Catalogue of Life.